# Eremobelba shillongensis
Eremobelba shillongensis är en kvalsterart som beskrevs av Pranabes Sanyal 1988. Eremobelba shillongensis ingår i släktet Eremobelba och familjen Eremobelbidae. Inga underarter finns listade i Catalogue of Life.